# Ennio Capasa
Ennio Capasa est un styliste et designer italien né à Lecce, dans les Pouilles, en 1960.

## Biographie
Après des études à l'académie des beaux-arts de Brera, à Milan, Ennio Capasa se rend à Tōkyō où il est collaborateur de Yohji Yamamoto pendant deux années. De retour à Milan en 1986, il y présente sa première collection pour Costume national, la maison de couture qu'il vient alors de créer. Depuis 1989, il participe à la semaine des défilés du prêt-à-porter à Paris.

## Sources
- (it) Cet article est partiellement ou en totalité issu de l’article de Wikipédia en italien intitulé « Ennio Capasa » (voir la liste des auteurs).